# (1087) Arabis
(1087) Arabis – planetoida z pasa głównego asteroid okrążająca Słońce w ciągu 5 lat i 86 dni w średniej odległości 3,01 au. Została odkryta 2 września 1927 roku w Landessternwarte Heidelberg-Königstuhl w Heidelbergu przez Karla Reinmutha. Nazwa planetoidy pochodzi od łacińskiej nazwy gęsiówki, rośliny z rodzaju kapustowatych. Przed nadaniem nazwy planetoida nosiła oznaczenie tymczasowe (1087) 1927 RD.